# Холмогоров, Константин Олегович
Константин Олегович Холмогоров (род. 7 февраля 1996, Кизел, Пермская область) — российский легкоатлет. Мастер спорта России международного класса. Шестикратный победитель летнего чемпионата России и пятикратный чемпион России в помещении.

## Биография
Родился в Кизеле. Вначале занимался футболом, но затем переключился на лёгкую атлетику, где его тренером стал Владимир Чернышев. Учился в Уральском государственном университете физической культуры. Становился чемпионом Пермского края и двукратным чемпионом вооружённых сил.
Участник чемпионата Европы 2015 года среди юниоров в Швеции, где россиянин занял пятое место на 800 метрах.
Шестикратный победитель летнего чемпионата России (2016, 2019, 2020, 2021, 2023, 2024) и пятикратный чемпион России в помещении (2016, 2017, 2019, 2020, 2024).
Серебряный призёр Игр БРИКС 2024 года в городе Казань.